# SBS 금토 드라마
SBS 금토 드라마는 SBS TV에서 매주 금요일부터 토요일 오후 9시 50분에 방송 중인 미니 시리즈 드라마 프로그램이다.

## 개요
미니 시리즈 드라마 형식으로 방송 중이다.
《운명과 분노》를 마지막으로 SBS 주말 특별 기획 드라마가 폐지됐다.
2019년 2월 15일부터 지상파 유일의 범죄 오락 코미디 드라마 《열혈사제》는 당초 SBS 월화 드라마에 방송·편성할 예정이었지만 SBS 금토 드라마가 신설되면서 방송·편성됐다.
SBS 금토 드라마가 2021년 5월 29일부터 한시적으로 휴방되면서 금요일에는 금요 드라마 《펜트하우스 3》가 방송·편성됐고 토요일에는 《라우드》가 2021년 6월 4일부터 2021년 9월 11일까지 방송·편성됐다가 2021년 9월 17일부터 《원 더 우먼》부터 SBS 금토 드라마가 재개됐다.

## 방송 시간
| 방송 채널 | 방송 기간                          | 방송 시간                                           | 방송 분량                                                                                                  |
| --------- | ---------------------------------- | --------------------------------------------------- | --- |
| SBS TV    | 2019년 2월 15일 ~ 2019년 7월 13일  | 매주 금요일 ~ 토요일 오후 10시 ~ 오후 11시 10분     | 1시간 10분 (1회 당 35분 2회 연속 방송·편성)                                                                |
| SBS TV    | 2019년 7월 19일 ~ 2019년 9월 7일   | 매주 금요일 ~ 토요일 오후 10시 ~ 오후 11시 10분     | 1시간 10분 (1부 40분, 2부 30분 분할 방송·편성)                                                             |
| SBS TV    | 2019년 9월 20일 ~ 2019년 11월 23일 | 매주 금요일 ~ 토요일 오후 10시 ~ 오후 11시 10분     | 1시간 10분 (1부 20분, 2부 20분, 3부 30분 분할 방송·편성)                                                   |
| SBS TV    | 2019년 12월 13일 ~ 2020년 1월 11일 | 매주 금요일 ~ 토요일 오후 10시 ~ 오후 11시 10분     | 1시간 10분 (1부 40분, 2부 30분 분할 방송·편성)                                                             |
| SBS TV    | 2020년 1월 17일 ~ 2020년 2월 14일  | 매주 금요일 ~ 토요일 오후 10시 ~ 오후 11시 10분     | 1시간 10분 (1부, 2부 20분, 3부 30분 분할 방송·편성)                                                        |
| SBS TV    | 2020년 2월 21일 ~ 2020년 4월 11일  | 매주 금요일 ~ 토요일 오후 10시 ~ 오후 11시 10분     | 1시간 10분 (1부 40분, 2부 30분 분할 방송·편성)                                                             |
| SBS TV    | 2020년 6월 19일 ~ 2020년 8월 8일   | 매주 금요일 ~ 토요일 오후 10시 ~ 오후 11시 10분     | 1시간 10분 (1부 40분, 2부 30분 분할 방송·편성)                                                             |
| SBS TV    | 2020년 8월 28일 ~ 2021년 4월 2일   | 매주 금요일 ~ 토요일 오후 10시 ~ 오후 11시 10분     | 1시간 10분 (1부 40분, 2부 30분 분할 방송·편성)                                                             |
| SBS TV    | 2020년 4월 17일 ~ 2020년 6월 12일  | 매주 금요일 ~ 토요일 오후 10시 ~ 오후 11시 20분     | 1시간 20분 (1부 40분, 2부 40분 분할 방송·편성)                                                             |
| SBS TV    | 2025년 2월 28일 ~ 현재             | 매주 금요일 ~ 토요일 오후 9시 50분 ~ 오후 11시 10분 | 1시간 20분 (60초 중간 광고 포함)                                                                           |
| SBS TV    | 2021년 4월 9일 ~ 2021년 5월 29일   | 매주 금요일 오후 10시 ~ 오후 11시 20분              | 1시간 20분 (1부 40분, 2부 40분 분할 방송·편성)                                                             |
| SBS TV    | 2021년 4월 9일 ~ 2021년 5월 29일   | 매주 토요일 오후 10시 ~ 오후 11시 10분              | 1시간 10분 (1부 40분, 2부 30분 분할 방송·편성)                                                             |
| SBS TV    | 2021년 9월 17일 ~ 2021년 11월 6일  | 매주 금요일 오후 10시 ~ 오후 11시 20분              | 1시간 20분 (60초 중간 광고 포함)                                                                           |
| SBS TV    | 2021년 9월 17일 ~ 2021년 11월 6일  | 매주 토요일 오후 10시 ~ 오후 11시 10분              | 1시간 10분 (60초 중간 광고 포함)                                                                           |
| SBS TV    | 2021년 11월 12일 ~ 2022년 1월 22일 | 매주 금요일 ~ 토요일 오후 10시 ~ 오후 11시 10분     | 1시간 10분 (60초 중간 광고 포함)                                                                           |
| SBS TV    | 2024년 2월 23일 ~ 2025년 2월 22일  | 매주 금요일 ~ 토요일 오후 10시 ~ 오후 11시 10분     | 1시간 10분 (60초 중간 광고 포함)                                                                           |
| SBS TV    | 2022년 1월 28일 ~ 2024년 2월 17일  | 매주 금요일 오후 10시 ~ 오후 11시 20분              | 금요일 : 1시간 20분, 토요일: 1시간 10분 (60초 중간 광고 포함 / 매주 금요일 방송 분은 평소보다 10분 늦춰짐) |
| SBS TV    | 2022년 1월 28일 ~ 2024년 2월 17일  | 매주 토요일 오후 10시 ~ 오후 11시 10분              | 금요일 : 1시간 20분, 토요일: 1시간 10분 (60초 중간 광고 포함 / 매주 금요일 방송 분은 평소보다 10분 늦춰짐) |

## 프로그램 리스트
- 아래 드라마 프로그램들은 2002년 11월 이후에 시청 가능 연령을 표시하는 드라마 프로그램 등급 제도를 의무적으로 시행하여 현재까지 이어지고 있다.
- 2017년 3월 1일부터 TV 프로그램 등급 표시 외에 주제, 폭력성, 선정성, 언어, 모방 위험 등 분류 사유 표시를 의무적으로 시행하고 있다.

### 2010년대

#### 2019년
- 《열혈사제》 : 2019년 2월 15일 ~ 2019년 4월 20일
- 《녹두꽃》 : 2019년 4월 26일 ~ 2019년 7월 13일
- 《의사요한》 : 2019년 7월 19일 ~ 2019년 9월 7일
- 《배가본드》 : 2019년 9월 20일 ~ 2019년 11월 23일
- 《스토브리그》 : 2019년 12월 13일 ~ 2020년 2월 14일

### 2020년대

#### 2020년
- 《하이에나》 : 2020년 2월 21일 ~ 2020년 4월 11일
- 《더 킹 : 영원의 군주》 : 2020년 4월 17일 ~ 2020년 6월 12일
- 《편의점 샛별이》 : 2020년 6월 19일 ~ 2020년 8월 8일
- 《앨리스》 : 2020년 8월 28일 ~ 2020년 10월 24일
- 《날아라 개천용》 : 2020년 10월 30일 ~ 2021년 1월 23일

#### 2021년
- 《펜트하우스 2》 : 2021년 2월 19일 ~ 2021년 4월 2일
- 《모범택시》 : 2021년 4월 9일 ~ 2021년 5월 29일
- 《원 더 우먼》 : 2021년 9월 17일 ~ 2021년 11월 6일
- 《지금, 헤어지는 중입니다》 : 2021년 11월 12일 ~ 2022년 1월 8일

#### 2022년
- 《악의 마음을 읽는 자들》 : 2022년 1월 14일 ~ 2022년 3월 12일
- 《어게인 마이 라이프》 : 2022년 4월 8일 ~ 2022년 5월 28일
- 《왜 오수재인가》 : 2022년 6월 3일 ~ 2022년 7월 23일
- 《오늘의 웹툰》 : 2022년 7월 29일 ~ 2022년 9월 17일
- 《천원짜리 변호사》 : 2022년 9월 23일 ~ 2022년 11월 11일
- 《소방서 옆 경찰서》 : 2022년 11월 12일 ~ 2022년 12월 30일

#### 2023년
- 《법쩐》 : 2023년 1월 6일 ~ 2023년 2월 11일
- 《모범택시 2》 : 2023년 2월 17일 ~ 2023년 4월 15일
- 《낭만닥터 김사부 3》 : 2023년 4월 28일 ~ 2023년 6월 17일
- 《악귀》 : 2023년 6월 23일 ~ 2023년 7월 29일
- 《소방서 옆 경찰서 그리고 국과수》 : 2023년 8월 4일 ~ 2023년 9월 9일
- 《7인의 탈출》 : 2023년 9월 15일 ~ 2023년 11월 17일
- 《마이데몬》 : 2023년 11월 24일 ~ 2024년 1월 20일

#### 2024년
- 《재벌X형사》 : 2024년 1월 26일 ~ 2024년 3월 23일
- 《7인의 부활》 : 2024년 3월 29일 ~ 2024년 5월 18일
- 《커넥션》 : 2024년 5월 24일 ~ 2024년 7월 6일
- 《굿파트너》 : 2024년 7월 12일 ~ 2024년 9월 20일
- 《지옥에서 온 판사》 : 2024년 9월 21일 ~ 2024년 11월 2일
- 《열혈사제 2》 : 2024년 11월 8일 ~ 2024년 12월 27일

#### 2025년
- 《나의 완벽한 비서》 : 2025년 1월 3일 ~ 2025년 2월 14일
- 《보물섬》 : 2025년 2월 21일 ~ 2025년 4월 12일
- 《귀궁》 : 2025년 4월 18일 ~ 2025년 6월 7일
- 《우리 영화》 : 2025년 6월 13일 ~ 2025년 7월 19일
- 《트라이: 우리는 기적이 된다》 : 2025년 7월 25일 ~ 2025년 8월 30일
- 《사마귀 : 살인자의 외출》: 2025년 9월 5일 ~ 2025년 9월 27일
- 《우주메리미》: 2025년 10월 10일 ~ 방송예정
- 《모범택시 3》: 2025년 11월 21일 ~ 방송예정

#### 2026년
- 《신이랑 법률사무소》 : 2026년 1월 16일 ~ 방송예정
- 《각성》 :

## 경쟁 프로그램
- KBS 2TV 금토 드라마
- KBS 2TV 토일 드라마
- MBC 금토 드라마
- TV조선 금토 드라마
- JTBC 금토 드라마
- 채널A 금토 드라마
- MBN 금토 드라마
- tvN 금토 드라마
- ENA 금토 드라마

## 같이 보기
| SBS TV 금요일 ~ 토요일 프로그램                        |               |                                                                            |
| 이전                                                   | 금토 드라마   | 다음                                                                       |
| 궁금한 이야기 Y (금요일) 금토 드라마 (재방송) (토요일) | 금토 드라마   | 틈만나면, (재방송) (금요일) (일부 지역 자체 방송) 그것이 알고싶다 (토요일) |
| 오후 8시 50분 오후 8시 35분                            | 오후 9시 50분 | 오후 11시 10분                                                             |
|                                                        |               |                                                                            |